# Cuerpo de Carabineros
El Cuerpo de Carabineros fue un cuerpo armado español cuya misión era la vigilancia de costas y fronteras, y la represión del fraude fiscal y el contrabando. Fue creado en 1829 y, tras la Guerra Civil, en 1940 fue integrado en la Guardia Civil.
Tenían presencia en las fronteras terrestres, provincias marítimas y en Madrid. El lema de los Carabineros era «Moralidad, lealtad, valor y disciplina», y su insignia era un sol que surge con todos sus rayos en el horizonte.

## Historia

### Orígenes
Se remontan los orígenes del Cuerpo de Carabineros a la decisión de Felipe V el 7 de marzo de 1732 de fundar y organizar la Real Brigada de Carabineros, que se congregaba en Amposta bajo el mando de su primer comandante, el duque de Vieville, según el diario La Correspondencia Militar del 17 de mayo de 1925. Carlos III promulgó nuevas ordenanzas en 1770, en las que se recogían entre las misiones encomendadas auxiliar a los ministros de Rentas Reales en la persecución del contrabando, así como en cualquier otra malversación a la Real Hacienda. 
El oficial de la antigua Guardia Real, Serafín María de Sotto, publicó en 1828 una memoria para la historia de las tropas de la Casa Real de España en la que detalla la creación y composición del cuerpo, lo que enriquece con un grabado del uniforme.

### Fundación
Fue fundado con el nombre de Real Cuerpo de Carabineros de Costas y Fronteras por Real Decreto de Fernando VII el 9 de marzo de 1829 y organizado por el mariscal de campo José Ramón Rodil, en tiempos del ministro de Hacienda, Luis López Ballesteros. Pocos años después, en 1833 pasa a denominarse Carabineros de la Real Hacienda dependiendo de la Dirección de Rentas Estancadas del Ministerio de Hacienda. Su dependencia de Hacienda hace que los carabineros entren en un estado de abandono.[cita requerida] En 1842, el Cuerpo de Carabineros estaba totalmente desacreditado y era totalmente inoperante. Ese mismo año se encomienda al mariscal de campo Martín José de Iriarte la organización del Cuerpo de Carabineros del Reino, para sustituir a los de la Real Hacienda.

### Evolución

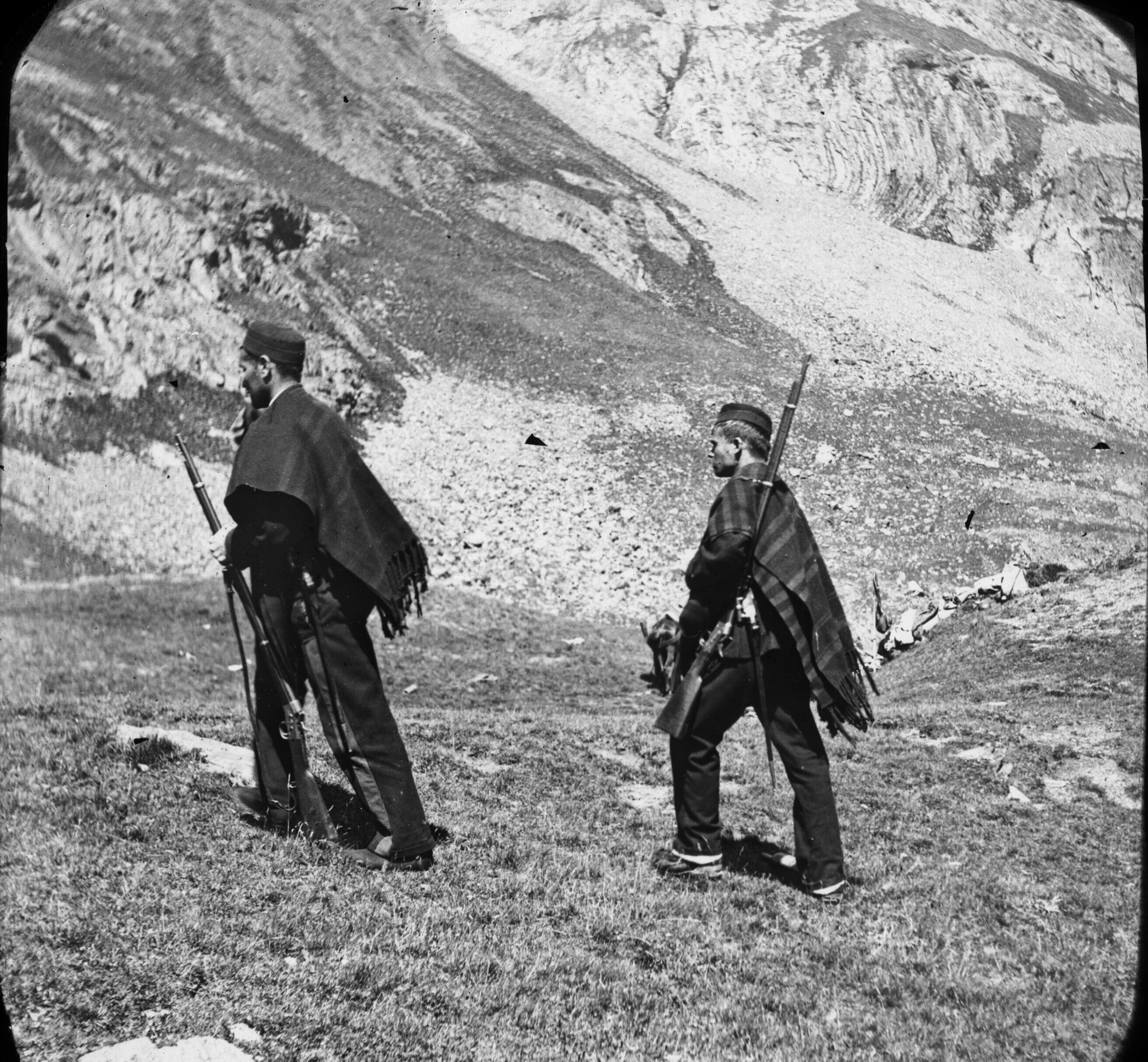
Carabineros patrullando en los Pirineos, 1892.

Durante la Restauración se adscribe a los Carabineros y a la Guardia Civil al Ministerio de Guerra «para los efectos de organización y disciplina», dándoles carácter militar mediante la Ley Adicional a la Constitutiva del Ejército el 19 de julio de 1889, que desarrollaba y modificaba aspectos de la Ley Constitutiva del Ejército de 1878, y que era una concreción de las funciones de las Fuerzas Armadas a realizar tras la Constitución de 1876.
En agosto de 1923, el teniente general José Olaguer Feliú fue nombrado director general de Carabineros de España, en donde prestó atención y mejoró el vivir penoso y modesto de los carabineros, reduciendo a doce horas su servicio. Logró la ampliación y mejoramiento de los Colegios del Cuerpo de Carabineros; también se ocupó de la reparación y, en otros casos, de la construcción de nuevas casas cuarteles, creando en algunas escuelas para los hijos de carabineros, a pesar de atravesar los carabineros —como el resto de los Cuerpos de Ejércitos— por una época de economía impuesta por el Gobierno. Se ocupó de aumentar las clases y número de plazas en el Colegio de Huérfanos Alfonso XIII, de El Escorial y triplicando el de alumnas huérfanas del Colegio de Madrid de las Hermanas Pastoras, ya que desde finales del siglo XIX existía el Colegio de Huérfanos de Carabineros de San Lorenzo de El Escorial. 
En septiembre de 1929, y en agradecimiento al buen hacer del Cuerpo de Carabineros y por su centenario, se erigió un monumento, obra de Rafael G. Irurozqui († Madrid, 1968), que aún se conserva en San Lorenzo de El Escorial, se estrenó el himno del maestro Guerrero (música) y Francisco Serrano Anguita (letra) y además se le concedió la Gran Cruz de la Orden Civil de Beneficencia con distintivo negro y blanco por:

[...] los múltiples actos y servicios abnegados, humanitarios y heroicos que los individuos pertenecientes al mismo llevan realizados con motivo de incendios, inundaciones y salvamento de náufragos.
Dado en Palacio a siete de Septiembre de mil novecientos veintinueve.

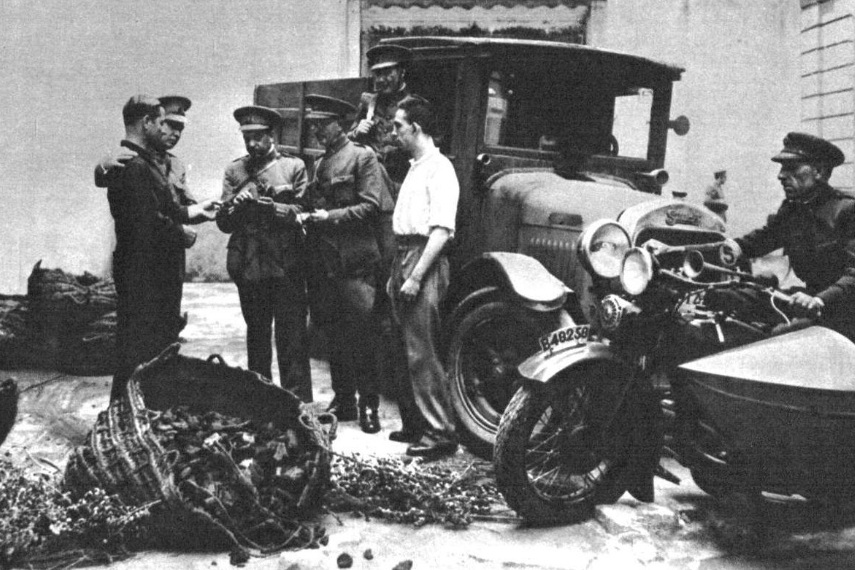
Grupo de carabineros registrando la mercancía de un transportista en 1935.

ALFONSO

### Guerra Civil
En 1936, el cuerpo tenía 16 096 efectivos: 3 generales, 770 jefes y oficiales, 1169 suboficiales y 14 154 carabineros. Durante la Guerra Civil, el Cuerpo de los Carabineros se alineó fundamentalmente con el Gobierno de la República, siendo uno de los cuerpos donde menos apoyos tuvo el golpe de Estado, y posteriormente se convirtió en la élite del Ejército republicano. Aproximadamente un tercio se puso al lado de los sublevados —entre 5000 y 6000 hombres— y dos terceras partes se mantuvieron fieles a la República —unos 10 000 efectivos—. En la zona sublevada, el ex director general Gonzalo Queipo de Llano fue confirmado como general inspector del Cuerpo de Carabineros del Ejército del Sur.

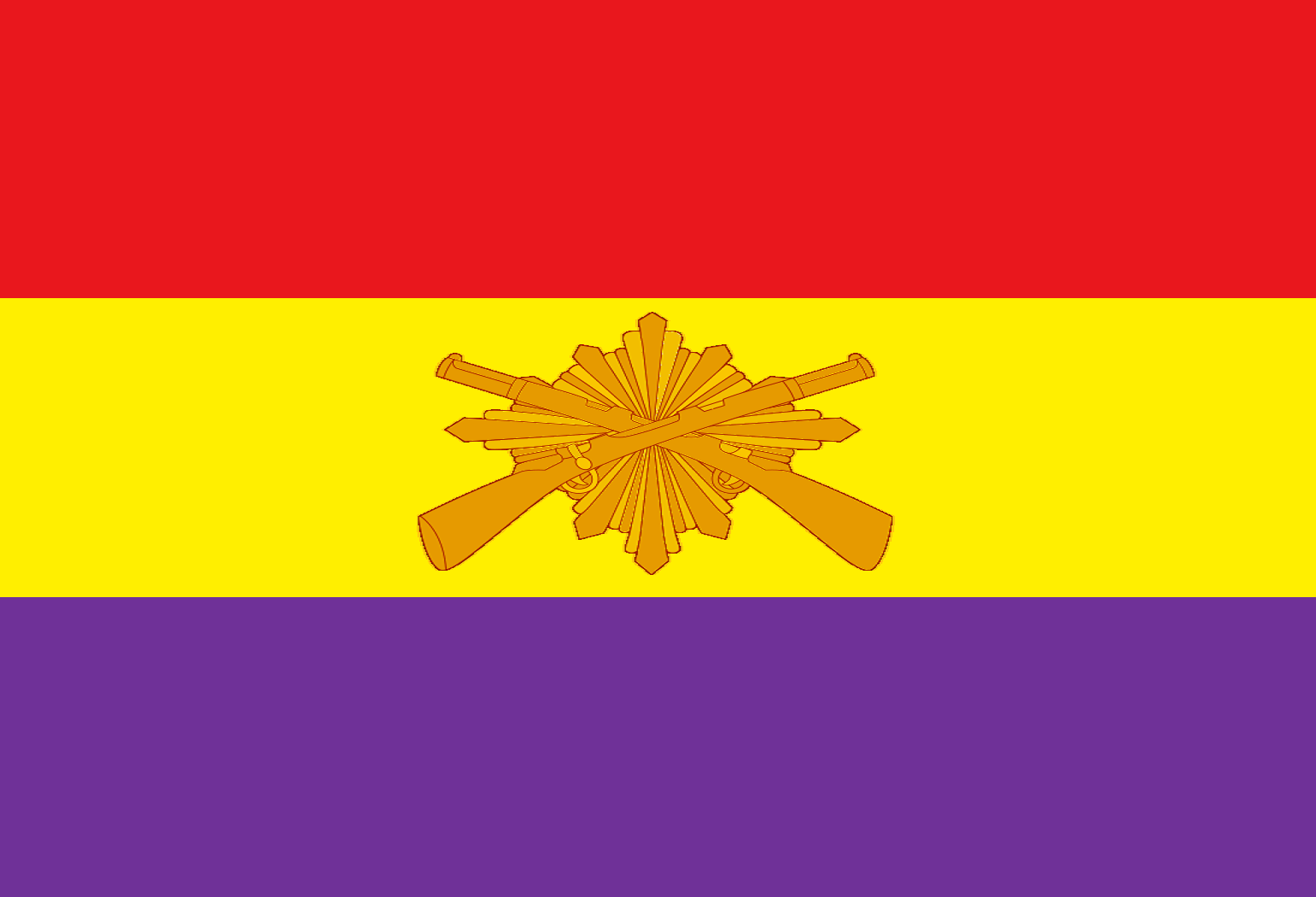
Bandera del Cuerpo de Carabineros durante la Segunda República Española.

En el transcurso de la guerra, en la zona republicana aumentaron los efectivos. A iniciativa del ministro de Hacienda, Juan Negrín, los carabineros republicanos aumentaron su tamaño hasta los 40 000 efectivos, razón por la que se les llegó a llamar «los Cien Mil Hijos de Negrín» —en referencia a los Cien Mil Hijos de San Luis de 1823—. Hubo unidades del incipiente Ejército Popular, cuyos efectivos llegaron a estar compuestos enteramente por carabineros, como las Brigadas Mixtas 8.ª, 85.ª, 87.ª, 152.ª 179.ª, 211.ª, 222.ª y 228.ª. Por su parte, las brigadas mixtas 3.ª y 5.ª de carabineros fueron quizás las más famosas y participaron en las principales batallas de la contienda, como la defensa de Madrid, el Jarama, Brunete, Teruel, etc.

### Desaparición
Dado el papel que este cuerpo había jugado en el bando republicano, tras la contienda, la Ley de 15 de marzo de 1940 promulgada por la Dictadura franquista hizo desaparecer el Cuerpo de Carabineros y lo integró en la Guardia Civil. Así, en el artículo 4.º de la Ley podía leerse: 

Se suprime la actual Inspección General de Carabineros, cuyos cometidos y funciones se agruparán en una sola Sección de la Dirección General de la Guardia Civil a cuyo Director General pasarán las atribuciones conferidas actualmente a la Inspección General del Cuerpo de Carabineros. El personal de este cuerpo estará adscrito a los distintos servicios que por esta Ley se fijen como privativos del Cuerpo de la Guardia Civil, en la forma que, con arreglo a las aptitudes y condiciones de su personal, determine el Director General.

En la posguerra, antiguos carabineros se unieron y constituyeron la Asociación de Antiguos Alumnos de los Colegios de Carabineros con el objetivo de recordar el cuerpo. También existe en Madrid la Fraternidad de Carabineros de la Segunda República Española.
Durante la democracia, la Ley 37/1984 de 22 de octubre de «Reconocimiento de derechos y servicios prestados a quienes durante la Guerra Civil formaron parte de las Fuerzas Armadas, Fuerzas de Orden Público y Cuerpo de Carabineros de la República» devolvió los derechos a los Carabineros.